# Municipio de Post Oak
El municipio de Post Oak (en inglés: Post Oak Township) es un municipio ubicado en el condado de Johnson en el estado estadounidense de Misuri. En el año 2010 tenía una población de 2022 habitantes y una densidad poblacional de 11,15 personas por km².

## Geografía
El municipio de Post Oak se encuentra ubicado en las coordenadas 38°37′22″N 93°43′35″O / 38.62278, -93.72639. Según la Oficina del Censo de los Estados Unidos, el municipio tiene una superficie total de 181.42 km², de la cual 181 km² corresponden a tierra firme y (0.23%) 0.41 km² es agua.

## Demografía
Según el censo de 2010, había 2022 personas residiendo en el municipio de Post Oak. La densidad de población era de 11,15 hab./km². De los 2022 habitantes, el municipio de Post Oak estaba compuesto por el 95.55% blancos, el 0.4% eran afroamericanos, el 0.84% eran amerindios, el 0.79% eran asiáticos, el 0.05% eran isleños del Pacífico, el 0.64% eran de otras razas y el 1.73% pertenecían a dos o más razas. Del total de la población el 1.29% eran hispanos o latinos de cualquier raza.